# Frans Emil Sillanpää
Frans Emil Sillanpää (né le 16 septembre 1888 à Hämeenkyrö, Finlande - mort le 3 juin 1964 à Helsinki) est un écrivain finlandais, romancier et nouvelliste, adepte du néo-réalisme psychologique. Ses principaux romans, Sainte Misère (1919) et Silja ou Une brève destinée (1931), évoquent la guerre civile finlandaise. Il reçoit le prix Nobel de littérature en 1939.

## Biographie

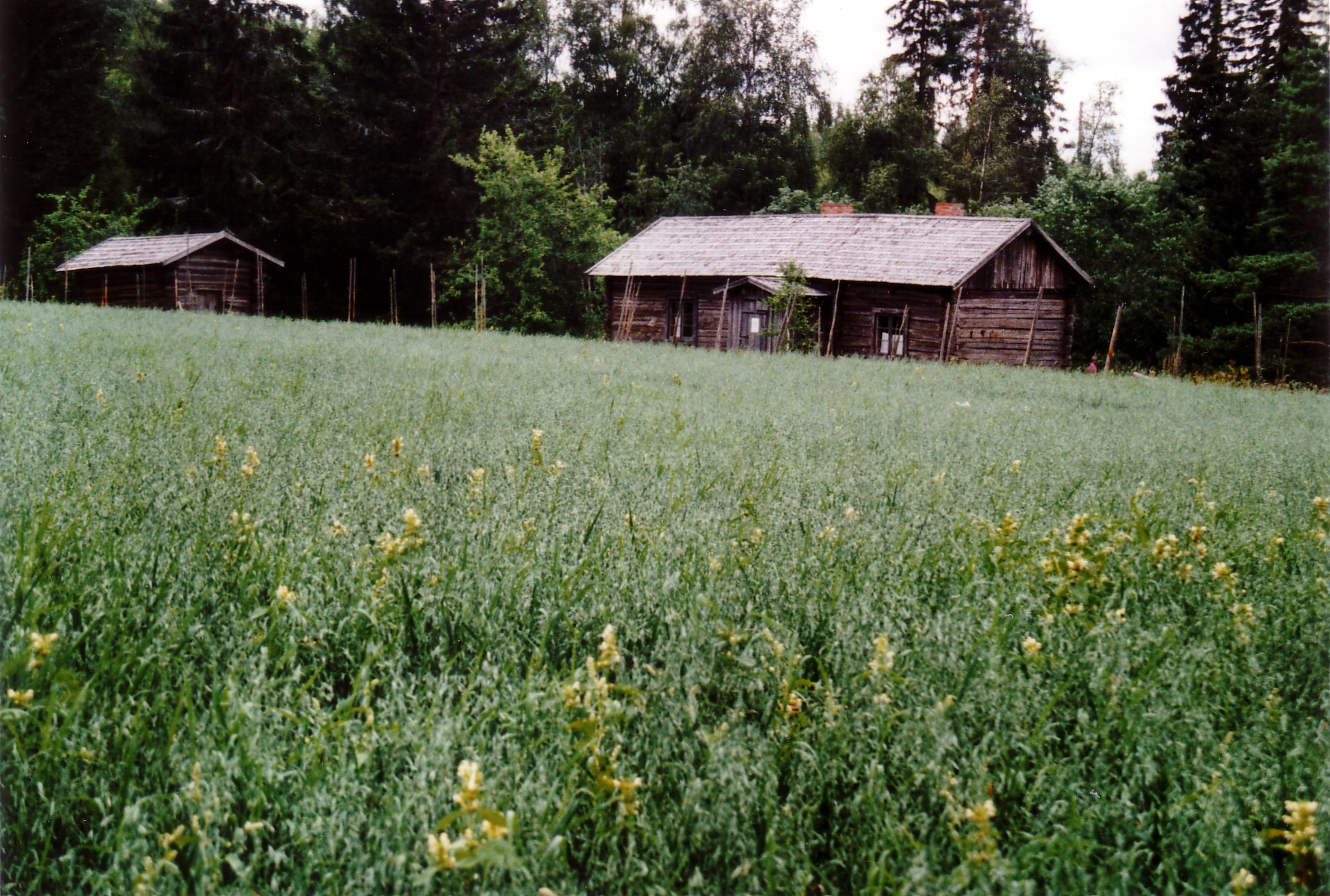
Chalet Myllykolu.
Maison d'enfance de Sillanpää.

Frans Emil Sillanpää est le fils de petits fermiers de l'ouest de la Finlande. En 1905, ses parents achetèrent l'ancienne cabane de cordonnier à Töllinmäki, un village de Heinijärvi. C'est à Töllinmäki que Sillanpää passa sa jeunesse et écrivit son premier roman. Les parents vécurent à Töllinmäki jusqu'à la mort du père en 1921. Après cela, la cabane fut vendue aux enchères et la mère s'installa avec la famille de son fils à Saavutus. Après avoir accompli son cursus scolaire au lycée de Tampere, Frans Emil commence des études de biologie à l'université d'Helsinki en 1908, études qu'il abandonnera en 1913 pour rédiger des articles dans le journal Uusi suometar. Il écrit son premier roman La Vie et le Soleil en 1916.
Pendant la guerre civile finlandaise, Sillanpää tenta de rester neutre. Cependant, il fut arrêté tour à tour par les deux camps et critiqua les violences commises par les Rouges comme par les Blancs. En pleine guerre, il traduisit en finnois l'ouvrage du symboliste belge Maurice Maeterlinck, Le Trésor des humbles. Les mesures de vengeance, y compris les exécutions, prises par les Blancs après leur victoire suscitèrent sa colère.
Sillanpää a écrit une vingtaine de romans ou recueils de nouvelles dont un tiers a été traduit en français. Ses personnages sont issus du petit peuple de la Finlande rurale : servantes, métayers ou petits propriétaires. Ils subissent leur destin, souvent une lente déchéance, avec une résignation passive ou une indifférence sereine. La vie et une nature évoquées de façon lyrique leur offriront quelques périodes de rémission et de bref bonheur.
On lui décerne le prix Nobel de littérature en 1939 au moment du déclenchement de la guerre d'Hiver. Il se rend avec sa famille à Stockholm par train le 12 décembre et le reçoit le 14 décembre. Après la cérémonie du Nobel, l'écrivain resta en Suède pendant presque toute la guerre d'Hiver. Il prit la parole lors d'événements organisés par l'Association suédoise d'aide aux Finlandais. Sillanpää et sa femme ne rentrèrent chez eux que le 9 mars 1940. Un de ses poèmes, écrit en 1939, a été mis en musique en 1940 pour constituer un chant patriotique, Le Chant de marche de Sillanpää (Sillanpään marssilaulu).
L'astéroïde 1446 Sillanpää, découvert le 26 janvier 1938 par l'astronome finlandais Yrjö Väisälä, est nommé en son honneur.

## Œuvre
- Elämä ja aurinko, 1916  Publié en français sous le titre La Vie et le Soleil, traduit par Jean-Louis Perret, Paris, La Nouvelle Édition, 1943
- Ihmislapsia elämän saatossa, 1917
- Hurskas kurjuus, 1919 Publié en français sous le titre Sainte Misère, traduit par Jean-Louis Perret, Paris, Rieder, 1928 ; réédition, Paris, Presses du Compagnonnage, Collection des prix Nobel de littérature, 1963, avec un appareil critique.
- Rakas isänmaani, 1919
- Hiltu ja Ragnar, 1923 Publié en français sous le titre Hiltu et Ragnar : histoire de deux enfants des hommes, traduit par Jean-Luc Moreau, Paris, Éditions P.-J. Oswald, 1974 ; réédition, Caen, Presses universitaires de Caen, 1995 ; réédition, Villegly, Encre bleue éditeur, 2001,  (ISBN 978-2-84379-155-0)
- Enkelten suojatit, 1923
- Omistani ja omilleni, 1924
- Maan tasalta, 1924 Publié en français sous le titre Près du sol, traduit par Maurice de Coppet, Helsinki, W. Söderström, 1929
- Töllinmäki, 1925
- Rippi, 1928
- Jokisen Petterin mieliteot, 1928
- Kiitos hetkistä, Herra…, 1930
- Nuorena nukkunut, 1931 Publié en français sous le titre Silja ou une brève destinée, traduit par Jean-Louis Perret, Paris, Rieder, 1940 ; réédition de cette traduction révisée par Pierre-Alain Gendre, Lausanne, éditions Esprit ouvert, 2000,  (ISBN 978-2-88329-044-0)
- Miehen tie, 1932 Publié en français sous le titre Paavo, traduit par Lucie Thomas, Paris, P.U.F., 1946
- Kootut teokset I-XII, 1932–1950
- Virran pohjalta, 1933
- Ihmiset suviyössä, 1934 Publié en français sous le titre Des êtres humains dans la nuit d'été, traduit par Pierre Chaumelle, Helsinki, La Nouvelle Édition, 1948
- Viidestoista, 1936
- Elokuu, 1941
- Ihmiselon ihanuus ja kurjuus, 1945

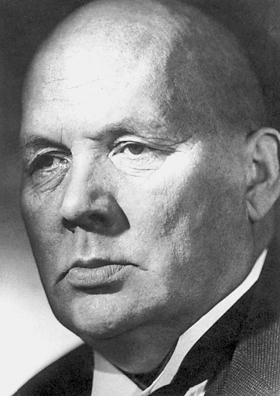
Frans Emil Sillanpää, cérémonie de remise du prix Nobel 1939.

- Poika eli elämäänsä, 1953
- Valitut teokset, 1954, 1969
- Kerron ja kuvailen, 1955
- Päivä korkeimmillaan, 1956
- Ajatelmia ja luonnehdintoja, 1960
- Novellit I-II, 1961
- Piika ja muita kertomuksia, 1978
- Taatan joulupakinoita, 1981
- Taatan joulu, 1986
- F. E. Sillanpään ajatuksia, 1988
- Kootut teokset 1–8, 1988–1991.

## Adaptations cinématographiques
- Nuorena nukkunut, par Teuvo Tulio, 1937
- Miehen tie, par Nyrki Tapiovaara et Hugo Hytönen, 1940
- Ihmiset suviyössä, par Valentin Vaala, 1948
- Poika eli kesäänsä, par Roland af Hällström, 1955
- Elokuu, par Matti Kassila, 1956
- Silja – nuorena nukkunut, par Jack Witikka, 1956
- Ihmiselon ihanuus ja kurjuus, par Matti Kassila, 1988

## Distinctions
- Prix national de littérature (1919, 1920, 1924, 1925, 1926, 1929, 1932, 1933, 1935 et 1946)
- Prix Aleksis Kivi (1937)
- prix Nobel de littérature (1939)
- (1446) Sillanpää, astéroïde